# First Aid Kit

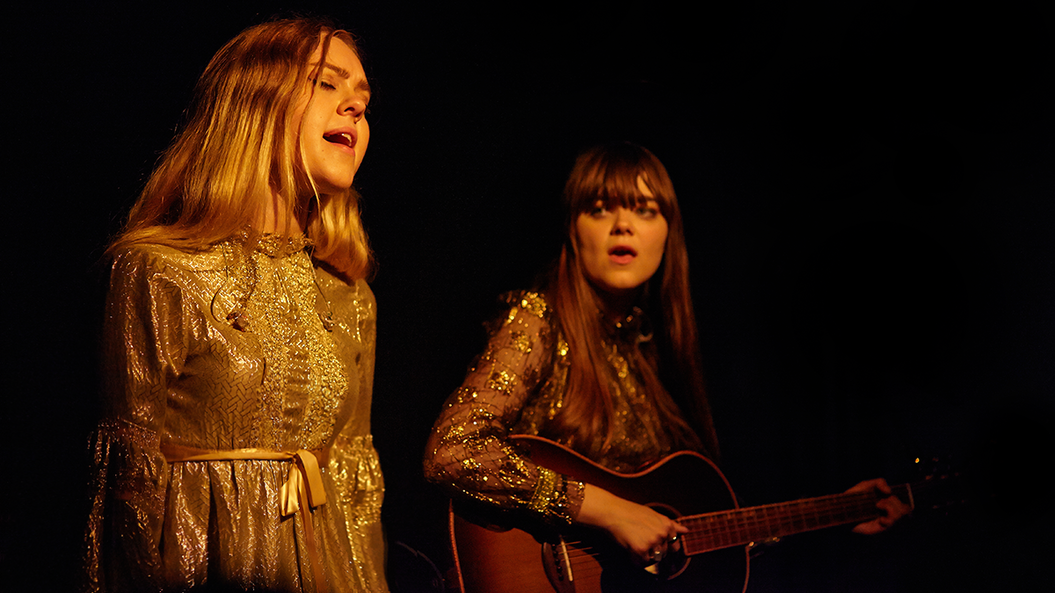
First Aid Kit: Johanna (links) und Klara (rechts) Söderberg, Frankfurt am Main, 2014

First Aid Kit ist ein schwedisches Indie-Pop-Duo, bestehend aus den Schwestern Johanna (* 31. Oktober 1990) und Klara (* 8. Januar 1993) Söderberg, die aus Enskede, einem Stadtteil von Stockholm, stammen.

## Geschichte
Im April 2007 begannen die Schwestern, ihre selbstgemachten Songs auf die Social-Networking-Website MySpace hochzuladen. Sie schickten auch eine Demo ihres Songs Tangerine an einen schwedischen Radiosender. Mit dem Song landete das Duo einen Sommerhit.
First Aid Kit veröffentlichten ihre Debüt-EP Drunken Trees am 9. April 2008 beim The-Knife-Label Rabid Records. Eine Wiederveröffentlichung des Tonträgers durch Wichita Recordings im Februar 2009 enthielt zusätzlich das Stück Tiger Mountain Peasant Song, ein Cover der Band Fleet Foxes, mit dem First Aid Kit 2008 bei YouTube bekannt wurden.
Die Debüt-LP The Big Black & the Blue ist am 25. Januar 2010 erschienen. Als erste Single-Auskopplung wurde Hard Believer (mit der B-Seite Waltz for Richard) am 5. Oktober 2009 veröffentlicht.
Im August 2011 hatten First Aid Kit ihren ersten Auftritt bei der Vergabe des Polar Music Prize in Stockholm. Sie spielten Dancing Barefoot für die Gewinnerin Patti Smith. Deren emotionale Reaktion darauf sorgte dafür, dass das offizielle Video der TV-Übertragung eine große Resonanz hervorrief und den Bekanntheitsgrad der Band weiter steigerte.
Im Januar 2012 erschien ihr zweites Album The Lion’s Roar, das sie mit verschiedenen Musikern unter der Regie von Mike Mogis (Bright Eyes) in Omaha, Nebraska aufnahmen. Stimmliche Unterstützung erhielten sie von Bright-Eyes-Sänger Conor Oberst bei dem Track King of the World. Ihre erste und titelgebende Singleauskopplung The Lion’s Roar wurde durch Townes Van Zandt inspiriert. Die zweite Single Emmylou ist eine Hommage an ihre Vorbilder Emmylou Harris, Gram Parsons, June Carter Cash und Johnny Cash, die im Refrain erwähnt werden. Das Video dazu wurde im Joshua-Tree-Nationalpark an der Felsformation „Cap Rock“ in Anspielung auf die grotesken Todesumstände des 1973 verstorbenen Sängers Gram Parsons gedreht. Emmylou wurde vom amerikanischen Rolling Stone Magazin in die Top 10 Songs von 2012 gewählt.
Im August 2012 traten First Aid Kit zum zweiten Mal beim Polar Music Prize auf. Sie spielten America von Simon & Garfunkel für den Preisträger Paul Simon. Eine Studioversion davon wurde 2015 auf einer gleichnamigen EP veröffentlicht.
2014 steuerten First Aid Kit Gesangseinlagen auf insgesamt sechs Tracks von Conor Obersts Soloalbum Upside Down Mountain bei, nachdem sie den Bright-Eyes-Sänger bereits 2013 auf dessen Europa-Tour begleitet hatten.
Ihr drittes Studioalbum Stay Gold, wurde am 10. Juni 2014 auf Columbia Records veröffentlicht und wie der Vorgänger von Mike Mogis produziert. Zuvor waren bereits am 31. März die Single My Silver Lining und am 6. Mai Cedar Lane erschienen. Stay Gold wurde als Album des Jahres 2014 mit dem schwedischen Grammis ausgezeichnet.
Ende Oktober erschien eine Coverversion von R.E.M.s Walk Unafraid auf dem Soundtrack des Films Der große Trip – Wild. In Deutschland wurde 2015 der Song My Silver Lining in einer Werbung für den Renault Kadjar verwendet. Am 9. Juni 2015 spielten First Aid Kit beim Polar Music Prize Emmylou und Red Dirt Girl für Preisträgerin Emmylou Harris.
First Aid Kit begannen im Sommer 2017 zu touren. Vom kommenden Album spielten sie die Songs Fireworks und It’s a Shame. Im Oktober 2017 wurde via Homepage und sozialen Netzwerken das Erscheinen ihres neuen Albums Ruins für den 19. Januar 2018 angekündigt.
Im September 2017 wurden die Internetadressen der Band geändert auf firstaidkitband für die offizielle Seite, Instagram und Facebook und damit gleichermaßen wie ihr Twitter-Account.

## Diskografie

### Alben
| Jahr | Titel Musiklabel                                                    | Höchstplatzierung, Gesamtwochen, AuszeichnungChartplatzierungen (Jahr, Titel, Musiklabel, Platzierungen, Wochen, Auszeichnungen, Anmerkungen) | Höchstplatzierung, Gesamtwochen, AuszeichnungChartplatzierungen (Jahr, Titel, Musiklabel, Platzierungen, Wochen, Auszeichnungen, Anmerkungen) | Höchstplatzierung, Gesamtwochen, AuszeichnungChartplatzierungen (Jahr, Titel, Musiklabel, Platzierungen, Wochen, Auszeichnungen, Anmerkungen) | Höchstplatzierung, Gesamtwochen, AuszeichnungChartplatzierungen (Jahr, Titel, Musiklabel, Platzierungen, Wochen, Auszeichnungen, Anmerkungen) | Höchstplatzierung, Gesamtwochen, AuszeichnungChartplatzierungen (Jahr, Titel, Musiklabel, Platzierungen, Wochen, Auszeichnungen, Anmerkungen) | Höchstplatzierung, Gesamtwochen, AuszeichnungChartplatzierungen (Jahr, Titel, Musiklabel, Platzierungen, Wochen, Auszeichnungen, Anmerkungen) | Anmerkungen                            |
| Jahr | Titel Musiklabel                                                    | DE | AT | CH | UK | US | SE | Anmerkungen                            |
| ---- | ------------------------------------------------------------------- | --- | --- | --- | --- | --- | --- | -------------------------------------- |
| 2010 | The Big Black & the Blue Wichita (Redeye)                           | — | — | — | — | — | SE30 (2 Wo.)SE | Erstveröffentlichung: 25. Januar 2010  |
| 2012 | The Lion’s Roar Wichita (Redeye)                                    | DE69 (1 Wo.)DE | AT55 (1 Wo.)AT | CH76 (3 Wo.)CH | UK35 Gold · (9 Wo.)UK | US65 (3 Wo.)US | SE1 Platin · (195 Wo.)SE | Erstveröffentlichung: 18. Januar 2012  |
| 2014 | Stay Gold Columbia Records (Sony)                                   | DE69 (1 Wo.)DE | — | CH37 (6 Wo.)CH | UK11 Gold · (44 Wo.)UK | US23 (6 Wo.)US | SE1 Platin · (85 Wo.)SE | Erstveröffentlichung: 6. Juni 2014     |
| 2018 | Ruins Columbia Records (Sony)                                       | DE42 (1 Wo.)DE | AT37 (1 Wo.)AT | CH11 (4 Wo.)CH | UK3 Silber · (11 Wo.)UK | US47 (2 Wo.)US | SE1 Gold · (25 Wo.)SE | Erstveröffentlichung: 19. Januar 2018  |
| 2021 | Who by Fire – Live Tribute to Leonard Cohen Columbia Records (Sony) | DE31 (1 Wo.)DE | AT24 (1 Wo.)AT | CH30 (1 Wo.)CH | UK62 (1 Wo.)UK | — | SE2 (3 Wo.)SE | Erstveröffentlichung: 26. März 2021    |
| 2022 | Palomino Columbia Records (Sony)                                    | DE57 (1 Wo.)DE | — | CH40 (1 Wo.)CH | UK3 (5 Wo.)UK | — | SE3 (8 Wo.)SE | Erstveröffentlichung: 4. November 2022 |

### Singles
| Jahr | Titel Album                                                 | Höchstplatzierung, Gesamtwochen, AuszeichnungChartplatzierungen (Jahr, Titel, Album, Platzierungen, Wochen, Auszeichnungen, Anmerkungen) | Höchstplatzierung, Gesamtwochen, AuszeichnungChartplatzierungen (Jahr, Titel, Album, Platzierungen, Wochen, Auszeichnungen, Anmerkungen) | Höchstplatzierung, Gesamtwochen, AuszeichnungChartplatzierungen (Jahr, Titel, Album, Platzierungen, Wochen, Auszeichnungen, Anmerkungen) | Anmerkungen                                               |
| Jahr | Titel Album                                                 | CH | UK | SE | Anmerkungen                                               |
| --- | ----------------------------------------------------------- | --- | --- | --- | --------------------------------------------------------- |
| 2011 | The Lion’s Roar                                             | — | — | SE22 (7 Wo.)SE | Erstveröffentlichung: 7. November 2011                    |
| 2012 | Emmylou The Lion’s Roar                                     | — | UK— SilberUK | SE24 (7 Wo.)SE | Erstveröffentlichung: 16. Januar 2012                     |
| 2014 | My Silver Lining Stay Gold                                  | CH38 (4 Wo.)CH | UK— PlatinUK | SE38 (7 Wo.)SE | Erstveröffentlichung: 14. April 2014                      |
| 2017 | It’s a Shame Ruins                                          | — | — | SE77 (1 Wo.)SE | Erstveröffentlichung: 29. September 2017                  |
| 2017 | Fireworks Ruins                                             | — | — | SE47 (3 Wo.)SE | Erstveröffentlichung: 1. Dezember 2017                    |
| 2018 | Ruins                                                       | — | — | SE85 (1 Wo.)SE | Erstveröffentlichung: 12. Januar 2018                     |
| 2018 | Rebel Heart Ruins                                           | — | — | SE65 (1 Wo.)SE | Erstveröffentlichung: 27. April 2018                      |
| 2020 | Come Give Me Love –                                         | — | — | SE55 (1 Wo.)SE | Erstveröffentlichung: 25. September 2020                  |
| 2022 | Come Give Me Love (Live at Benjamin’s) Benjamin’s – Låtarna | — | — | SE60 (1 Wo.)SE | Erstveröffentlichung: 11. März 2022 mit Benjamin Ingrosso |
| Folgende Lieder erschienen nicht als Single, wurden aber durch das Album zum Download und Streaming bereitgestellt und konnten somit eine Platzierung erlangen: |                                                             | | | |                                                           |
| |                                                             | | | |                                                           |
| 2018 | To Live a Life Ruins                                        | — | — | SE64 (1 Wo.)SE |                                                           |
| 2018 | Distant Star Ruins                                          | — | — | SE82 (1 Wo.)SE |                                                           |
| 2018 | Postcard Ruins                                              | — | — | SE93 (1 Wo.)SE |                                                           |

Weitere Singles
- 2018: Saviour (George Ezra feat. First Aid Kit, UK: Silber)

## Auszeichnungen für Musikverkäufe
| Goldene Schallplatte - Dänemark - 2025: für die Single My Silver Lining |

Anmerkung: Auszeichnungen in Ländern aus den Charttabellen bzw. Chartboxen sind in ebendiesen zu finden.
| Land/RegionAuszeichnungen für Musikverkäufe (Land/Region, Auszeichnungen, Verkäufe, Quellen) | Silber     | Gold     | Platin     | Verkäufe  | Quellen              |
| -------------------------------------------------------------------------------------------- | ---------- | -------- | ---------- | --------- | -------------------- |
| Dänemark (IFPI)                                                                              | —          | Gold1    | —          | 45.000    | ifpi.dk              |
| Schweden (IFPI)                                                                              | —          | Gold1    | 2× Platin2 | 95.000    | sverigetopplistan.se |
| Vereinigtes Königreich (BPI)                                                                 | 3× Silber3 | 2× Gold2 | Platin1    | 1.260.000 | bpi.co.uk            |
| Insgesamt                                                                                    | 3× Silber3 | 4× Gold4 | 3× Platin3 |           |                      |

## Auszeichnungen
Im Februar 2013 wurde First Aid Kit vierfach mit dem schwedischen Musikpreis Grammis ausgezeichnet, als Künstler des Jahres, Album des Jahres, Popsong des Jahres und Komponist des Jahres.
Das Album The Lion’s Roar wurde 2013 mit dem Nordic Music Prize ausgezeichnet.
Im Februar 2015 wurde First Aid Kit von den BRIT Awards als eine der fünf besten internationalen Gruppen nominiert. Im Februar wurde First Aid Kit auch erneut mit dem schwedischen Musikpreis Grammis ausgezeichnet, für das Album des Jahres.
| Jahr | Auszeichnung | Kategorie                       | Werk                       | Ergebnis  |
| ---- | ------------ | ------------------------------- | -------------------------- | --------- |
| 2011 | Grammis 2011 | Newcomer des Jahres 2011        | The Big Black and The Blue | Nominiert |
| 2013 | Grammis 2013 | Album des Jahres 2013           | The Lion’s Roar            | Gewonnen  |
| 2013 | Grammis 2013 | Artist des Jahres 2013          |                            | Gewonnen  |
| 2013 | Grammis 2013 | Pop des Jahres 2013             | The Lion’s Roar            | Gewonnen  |
| 2013 | Grammis 2013 | Komponist des Jahres 2013       | The Lion’s Roar            | Gewonnen  |
| 2013 | Grammis 2013 | Texter/in des Jahres 2013       | The Lion’s Roar            | Nominiert |
| 2015 | Grammis 2015 | Album des Jahres 2015           | Stay Gold                  | Gewonnen  |
| 2015 | Grammis 2015 | Lied des Jahres 2015            | My Silver Lining           | Nominiert |
| 2015 | Grammis 2015 | Pop des Jahres 2015             | Stay Gold                  | Nominiert |
| 2019 | Grammis 2019 | Lied des Jahres 2019            | Fireworks                  | Nominiert |
| 2019 | Grammis 2019 | Alternative Pop des Jahres 2019 | Ruins                      | Nominiert |